# Centropages chierchiae
Centropages chierchiae är en kräftdjursart som beskrevs av Giesbrecht 1889. Centropages chierchiae ingår i släktet Centropages och familjen Centropagidae. Inga underarter finns listade i Catalogue of Life.